# 中国驻摩尔多瓦大使列表
本列表为中華人民共和國驻摩尔多瓦历任大使名录。

## 历任中国驻摩尔多瓦大使

### 中华人民共和国驻摩尔多瓦大使（1992年至今）
1992年1月30日，中华人民共和国与摩尔多瓦建交。同年6月，中国在摩设立大使馆。1993年10月20日，中国驻摩尔多瓦大使馆正式开馆。
| 姓名   | 任命           | 任命          | 到任           | 递交国书       | 免职           | 免职          | 离任       | 外交衔级 | 外交职务     | 备注         |
| 姓名   | 全国人大常委会 | 主席          | 到任           | 递交国书       | 全国人大常委会 | 主席          | 离任       | 外交衔级 | 外交职务     | 备注         |
| ------ | -------------- | ------------- | -------------- | -------------- | -------------- | ------------- | ---------- | -------- | ------------ | ------------ |
| 李凤林 | 1992年2月25日  | 1992年4月10日 | 1992年5月      | 1992年5月7日   | 1993年7月2日   | 1993年8月24日 | 1993年8月  | 大使     | 特命全权大使 | 驻罗马尼亚兼 |
| 蒋本良 | 不適用         | 不適用        | 1992年6月14日  |                | 不適用         | 不適用        | 1993年9月  | 参赞     | 临时代办     | 筹备开馆     |
| 邓朝从 | 1993年7月2日   | 1993年8月24日 | 1993年9月      | 1993年9月15日  | 1995年12月28日 | 1996年5月16日 | 1996年2月  | 大使     | 特命全权大使 |              |
| 林贞龙 | 1995年12月28日 | 1996年5月16日 | 1996年5月      | 1996年5月15日  | 2001年6月30日  | 2002年1月14日 | 2002年1月  | 大使     | 特命全权大使 |              |
| 徐中楷 | 2001年6月30日  | 2002年1月14日 | 2002年1月      | 2002年1月18日  | 2005年7月1日   | 2005年12月6日 | 2005年10月 | 大使     | 特命全权大使 |              |
| 宫建伟 | 2005年7月1日   | 2005年12月6日 | 2005年11月30日 | 2005年12月15日 | 2008年4月24日  | 2008年8月19日 | 2008年7月  | 大使     | 特命全权大使 |              |
| 施隆壮 | 2008年4月24日  | 2008年8月19日 | 2008年8月      | 2008年9月24日  | 2010年2月26日  | 2010年8月6日  | 2010年7月  | 大使     | 特命全权大使 |              |
| 房利   | 2010年2月26日  | 2010年8月6日  | 2010年8月1日   | 2010年8月26日  | 2011年10月29日 | 2012年1月29日 | 2012年1月  | 大使     | 特命全权大使 |              |
| 佟明涛 | 2011年10月29日 | 2012年1月29日 | 2012年1月21日  | 2012年2月3日   | 2014年12月28日 | 2015年8月13日 | 2015年7月  | 大使     | 特命全权大使 |              |
| 张迎红 | 2014年12月28日 | 2015年8月13日 | 2015年8月10日  | 2015年8月25日  | 2021年8月20日  | 2022年1月8日  | 2021年9月  | 大使     | 特命全权大使 |              |
| 闫文滨 | 2021年8月20日  | 2022年1月8日  | 2021年12月26日 | 2022年1月26日  |                |               | 2025年6月  | 大使     | 特命全权大使 |              |